# Пітер Барретт (яхтсмен)
Пітер Барретт (англ. Peter Barrett, 20 лютого 1935 — 17 грудня 2000) — американський яхтсмен.
Олімпійський чемпіон 1968 року в класі Зоряний, срібний призер 1964 року в класі Фінн.